# Theodoxus
Theodoxus (Rozdepka) – jeden z rodzajów w rodzinie rozdepkowatych, obejmujący liczne gatunki małych, skrzelodysznych, słodko- i słonawowodnych ślimaków. W faunie Polski reprezentowany przez jeden gatunek: rozdepkę rzeczną.

## Cechy morfologiczne i anatomiczne

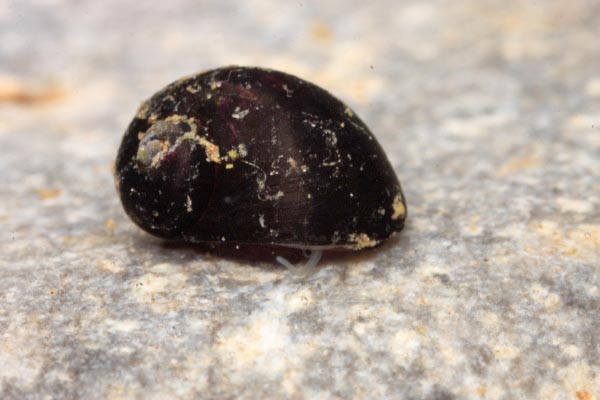
Osobnik Theodoxus prevostianus, Bad Vöslau, Austria.

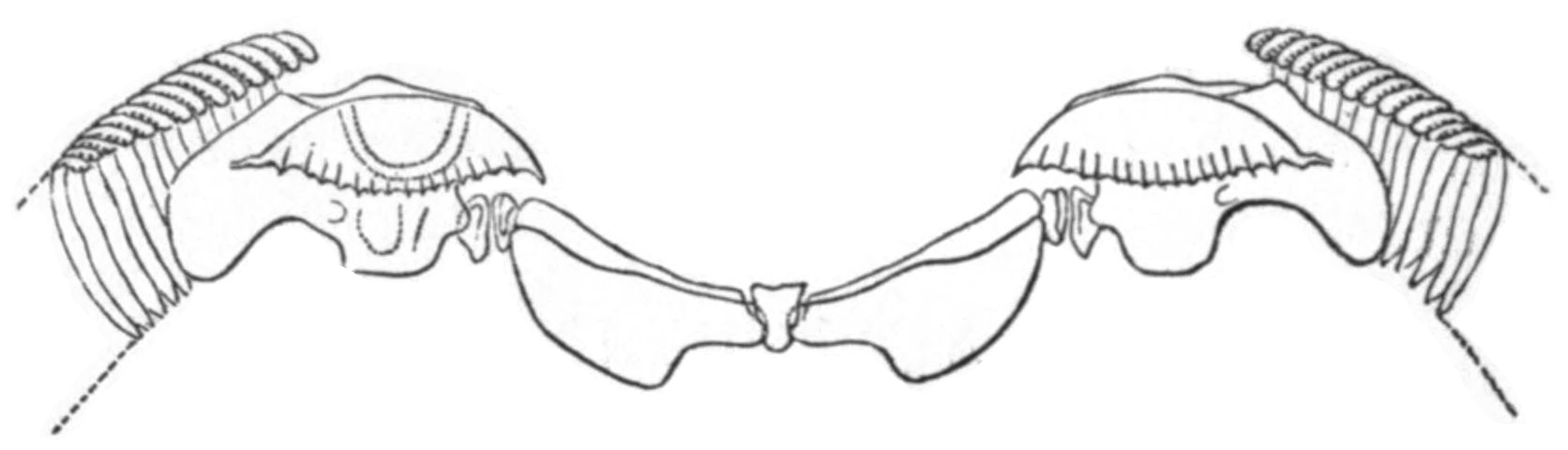
Tarka T. fluviatilis.

Muszla stosunkowo grubościenna, półkolista lub łódkowata, zbudowana z niewielu skrętów, z których ostatni jest rozdęty i obejmuje skręty poprzedzające. Bez dołka osiowego i przegród wewnętrznych, które są resorbowane w trakcie wzrostu. Powierzchnia muszli gładka lub delikatnie prążkowana, zwykle żywo ubarwiona, duży polimorfizm barw. Otwór muszli półkolisty, płytka parietalna (przy brzegu kolumienkowym) szeroka, perłowa. Wieczko wapienne, o budowie spiralnej, z błoniastym brzegiem zewnętrznym, zaopatrzone w wyrostek wewnętrzny służący jako miejsce przyczepu mięśnia.
Radula typu rhipidoglossa, ząb środkowy drobny, zęby boczne silnie zróżnicowane (1. i 4. bardzo duże, 2. i 3. bardzo małe), zęby brzeżne liczne.  
Rozdzielnopłciowe. Samica posiada dwa otwory płciowe i złożony, dwudzielny układ rozrodczy. Pomiędzy jajowodem a jelitem tylnym znajduje się woreczek krystaliczny, w którym gromadzone są drobne cząstki stałe (pancerzyki okrzemek, ziarenka mineralne), wyłapywane z mas kałowych. Służą one do wzmacniania kokonów jajowych. 
U samców prącie leży u podstawy prawego czułka.

## Występowanie
Przedstawiciele rodzaju występują w Europie, zachodniej Azji i północnej Afryce. W Europie reprezentowane przez około 20 gatunków, z których w Polsce występuje tylko jeden: rozdepka rzeczna (Theodoxus fluviatilis). 

## Biologia i ekologia
Zamieszkują litoral różnych typów słodkowodnych i słonawowodnych zbiorników wodnych i cieków. Najczęściej występują na i pod kamieniami, na zanurzonych przedmiotach, podwodnych częściach budowli hydrotechnicznych, rzadziej na hydrofitach. Zdrapywacze, są roślinożerne, żerują na peryfitonie. Rozwój prosty.

## Taksonomia
Cechą odróżniającą od pokrewnego rodzaju Nerita jest brak larwy pelagicznej w rozwoju ontogenetycznym. Do rodzaju Theodoxus zaliczane są następujące gatunki: 
- Theodoxus altenai Schütt, 1965[7]
- Theodoxus baeticus (Lamarck, 1822)[7]
- Theodoxus danubialis (Pfeiffer, 1828)[7]
- Theodoxus elongatulus (Morelet, 1845)[7]
- Theodoxus euxinus (Clessin, 1886)[7][8]
- Theodoxus fluviatilis (Linnaeus, 1758)[7] - gatunek typowy[9] synonimy: Theodoxus brauneri (Lindholm, 1908)[9] Theodoxus lutetianus Montfort, 1810[7], Theodoxus velox Anistratenko, 1999[10]
- Theodoxus heldreichi (Martens, 1879)[7]
- Theodoxus hispalensis (Martens, 1879)[7]
- Theodoxus meridionalis (Philippi, 1836)[7][11]
- Theodoxus pallasi Lindholm, 1924[12][7][8]
- Theodoxus prevostianus (Pfeiffer, 1828)[7][5]
- Theodoxus saulcyi (Bourguignat, 1852)[7]
- Theodoxus subthermalis (Issel, 1865)[8]
- Theodoxus transversalis (Pfeiffer, 1828)[7]
- Theodoxus valentinus(Graells, 1846)[7]
- Theodoxus anatolicus (Récluz, 1841)[7]
- Theodoxus niloticus (Reeve, 1856) - synonim: Theodoxus africanus (Reeve, 1856)[13]
- Theodoxus subterrelictus Schütt, 1963[7]
- Theodoxus varius (Menke, 1828)[7]
- Theodoxus astrachanicus Starobogatov, 1994[12][8]
- Theodoxus danasteri (Lindholm, 1908)[10][8]
- Theodoxus marteli (Pallary, 1920)[14]
- Theodoxus milachevitchi Golikov & Starobogatov, 1966[8]
- Theodoxus numidicus (Récluz, 1841)[15]
- Theodoxus pilidei (Tournouêr, 1879)[7]
- Theodoxus sarmaticus (Lindholm, 1901)[10][8]
- Theodoxus schultzii (Grimm, 1877)[12][8]
- † Theodoxus serratiliniformis Geyer, 1914[5]
- Theodoxus velascoi (Graëlls, 1846)[7]

Pozycja systematyczna wielu z wymienionych wyżej gatunków są niepewne, ze względu na dużą zmienność morfologiczna w obrębie poszczególnych gatunków z tego rodzaju i tendencje do opisywania jako osobne gatunki form ekologicznych, bez szczegółowej analizy relacji filogenetycznych i natury morfologicznego i anatomicznego zróżnicowania.

## Wykorzystanie

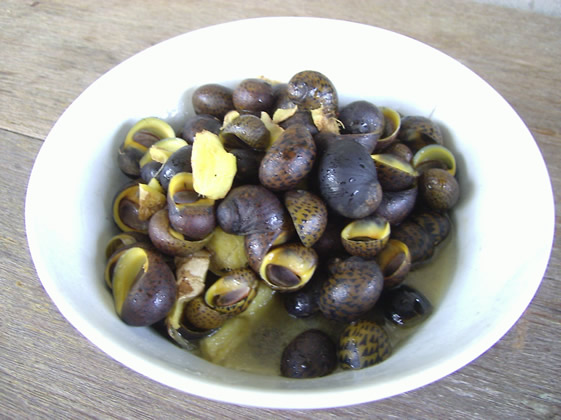
Potrawa przygotowana z przedstawicieli rodziny rozdepkowatych, złowionych w rzece Rajang na Malezji.

Niektóre gatunki są poławiane i wykorzystywane gospodarczo, w celach konsumpcyjnych. Muszle wykorzystywane są do produkcji ozdób.